# 震旦刀唇介
震旦刀唇介（学名：Xiphichilus sinensis）为魚形介科刀唇介屬下的一个种。其种加词“sinensis”意为“中华的”。